# Cragside
Cragside é uma casa de campo vitoriana localizada na cidade de Rothbury, em Northumberland, Inglaterra. Era o lar de William George Armstrong, 1º Barão Armstrong, fundador da empresa de armamentos Armstrong Whitworth. Um magnata industrial, cientista, filantropo e inventor do guindaste hidráulico, Armstrong também mostrou sua inventividade na esfera doméstica, fazendo de Cragside a primeira casa do mundo a ser acesa usando energia hidrelétrica. Toda a propriedade foi tecnologicamente avançada; O arquiteto da casa, Richard Norman Shaw, escreveu que estava equipado com "maravilhosas máquinas hidráulicas que fazem todo tipo de coisas". No terreno, Armstrong construiu barragens e criou lagos para alimentar uma serraria, uma lavanderia, versões iniciais de uma máquina de lavar louça, um elevador hidráulico e um espeto hidrelétrico. Em 1887, Armstrong recebeu título de nobreza, sendo o primeiro engenheiro ou cientista a ser enobrecido. Ele tirou seu título do nome de sua casa, se tornando Barão Armstrong de Cragside.
O edifício original era uma pequena pousada que Armstrong construiu entre 1862 e 1864. Em 1869, ele empregou o arquiteto Richard Norman Shaw para ampliar Cragside. Em duas fases de trabalho entre 1869 e 1882, eles transformaram a casa em um norte de Neuschwanstein. O resultado foi descrito pelo arquiteto e escritor Harry Stuart Goodhart-Rendel como "uma das composições mais dramáticas de toda a arquitetura". Armstrong encheu a casa com uma coleção de arte significativa; Ele e sua esposa eram patronos de muitos artistas britânicos do século XIX. Cragside tornou-se parte integrante das operações comerciais de Armstrong: convidados honrados por Armstrong, incluindo a dinastia Cajar, monarcas tailandeses e futuros primeiros-ministros do Japão, também eram clientes de suas empresas comerciais.
Após a morte de Armstrong em 1900, seus herdeiros lutaram para manter a casa e a propriedade. Em 1910, o melhor da coleção de arte de Armstrong foi vendida e, na década de 1970, na tentativa de cumprir o imposto sobre a herança, foram apresentados planos para o desenvolvimento residencial em larga escala da propriedade. Em 1971, o National Trust pediu ao historiador de arquitetura, Mark Girouard, que compilava as casas vitorianas mais importantes da Grã-Bretanha, que deveria procurar economizar se fosse vendida. Girouard colocou o Cragside no topo da lista; Em 1977, a casa foi adquirida para Trust com o auxílio de uma doação do National Land Fund. Classificado como Grade I desde 1953, o Cragside está aberto ao público desde 1979.

## História

### William Armstrong

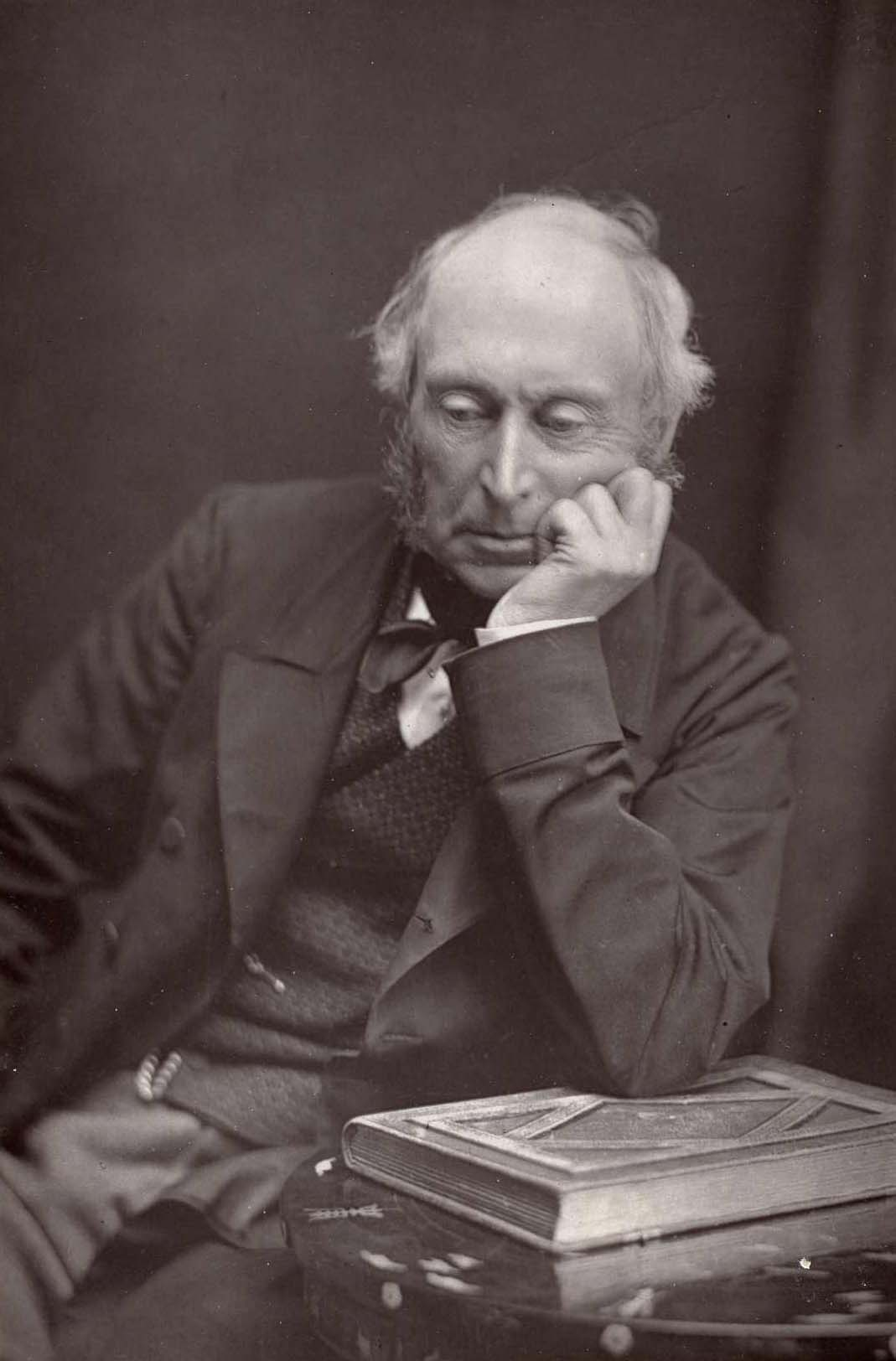
Armstrong na década de 1870.

William Armstrong nasceu em 26 de novembro de 1810, em Newcastle upon Tyne, filho de um comerciante de milho.   Treinado como advogado, mudou-se para Londres antes dos vinte anos.  Voltando a Newcastle em 1835, conheceu e se casou com Margaret Ramshaw, filha de um construtor. Um experiente cientista amador, Armstrong começou a realizar experimentos em sistemas hidráulicos e eletricidade. Em 1847, ele abandonou a lei para a criação e estabelecimento da Armstrong Whitworth, em Elswick. Na década de 1850, com seu design para o canhão Armstrong, Armstrong lançou a base para uma empresa de armamentos que, antes do final do século, veria Krupp como seu único rival mundial. Ele estabeleceu-se como uma figura de posição nacional: Seu trabalho que forneceu artilharia ao Exército Britânico foi visto como uma resposta importante aos fracassos das forças britânicas durante a Guerra da Crimeia. Em 1859, ele foi nomeado cavaleiro e engenheiro de artilharia, tornando-se o principal fornecedor de armamentos tanto para o exército quanto para a marinha.

### Alojamento de tiro: 1862–1865
Armstrong passou a maior parte de sua infância em Rothbury, escapando da Newcastle industrial para o benefício de sua saúde muitas vezes pobre. Ele retornou a cidade em 1862, não tendo tomado férias por mais de quinze anos. Em uma caminhada com amigos, Armstrong ficou impressionado com a atratividade de uma casa. Voltando a Newcastle, ele comprou uma pequena parcela de terras e decidiu construir uma casa modesta ao lado de um penhasco. Ele planejava uma casa de oito ou dez quartos e um estábulo para um par de cavalos. O alojamento de tiro foi concluído em meados da década de 1860 por um arquiteto desconhecido: Uma casa de dois andares de pequena distinção arquitetônica, foi, no entanto, construída e decorada com um alto padrão.

### Palácio das fadas: 1869–1900
O arquiteto de Armstrong para a expansão de Cragside foi o escocês R. Norman Shaw. Shaw começou sua carreira no escritório de William Burn e depois estudou com Anthony Salvin e George Edmund Street. Salvin ensinou-lhe o domínio do planejamento interno, que era essencial para o projeto das grandes e altamente variegadas casas que o rico vitoriano ansiava. Salvin e Street o ensinaram a entender o revivalismo gótico. Com apenas 24 anos, ganhou a Medalha de Ouro RIBA e o Estudante Viajante. A conexão entre Armstrong e Shaw foi feita quando ele comprou uma imagem, Prince Hal taking the crown from his father's bedside de John Callcott Horsley, que se mostrou muito grande para encaixar-se na sua casa localizada em Jesmond, Newcastle. Horsley, um amigo de ambos, recomendou que Shaw projetasse uma extensão para o salão que Armstrong havia construído no terreno. Quando isso foi concluído em 1869, Shaw foi convidado a propor ampliações e melhorias para a pousada que Armstrong tinha construído em Rothbury quatro anos antes. Esta foi a gênese da transformação da casa entre 1869 e 1884. Nos próximos trinta anos, Cragside tornou-se o centro do mundo de Armstrong; Relembrando anos mais tarde, na sua velhice, ele observou: "se não houvesse Cragside, não deveria estar falando com você hoje – porque foi minha própria vida".
O historiador de arquitetura, Andrew Saint, registra que Shaw esboçou todo o projeto para o "futuro palácio das fadas" em uma única tarde, enquanto Armstrong e seus convidados estavam em uma caçada. Após este design inicial rápido, Shaw trabalhou na construção da casa por mais de 20 anos. O longo período de construção e a abordagem fragmentada e cambiante de Armstrong, para com o desenvolvimento da casa e seu desejo de reter o hostel original em seu núcleo, ocasionalmente levaram a tensões entre cliente e arquiteto e a falta de uma unidade geral. Armstrong mudou o propósito de várias salas à medida que seus interesses se desenvolveram e o historiador alemão de arquitetura Hermann Muthesius, escrevendo logo após a morte de Armstrong em 1900, observou que "na casa não encontra-se desqualificação com as obras de Shaw, que seus trabalhos anteriores havia feito, nem satisfazia inteiramente". No entanto, as habilidades de Shaw, como arquiteta e como gerente de clientes difíceis, garantiram que Cragside era composto "com força memorável".

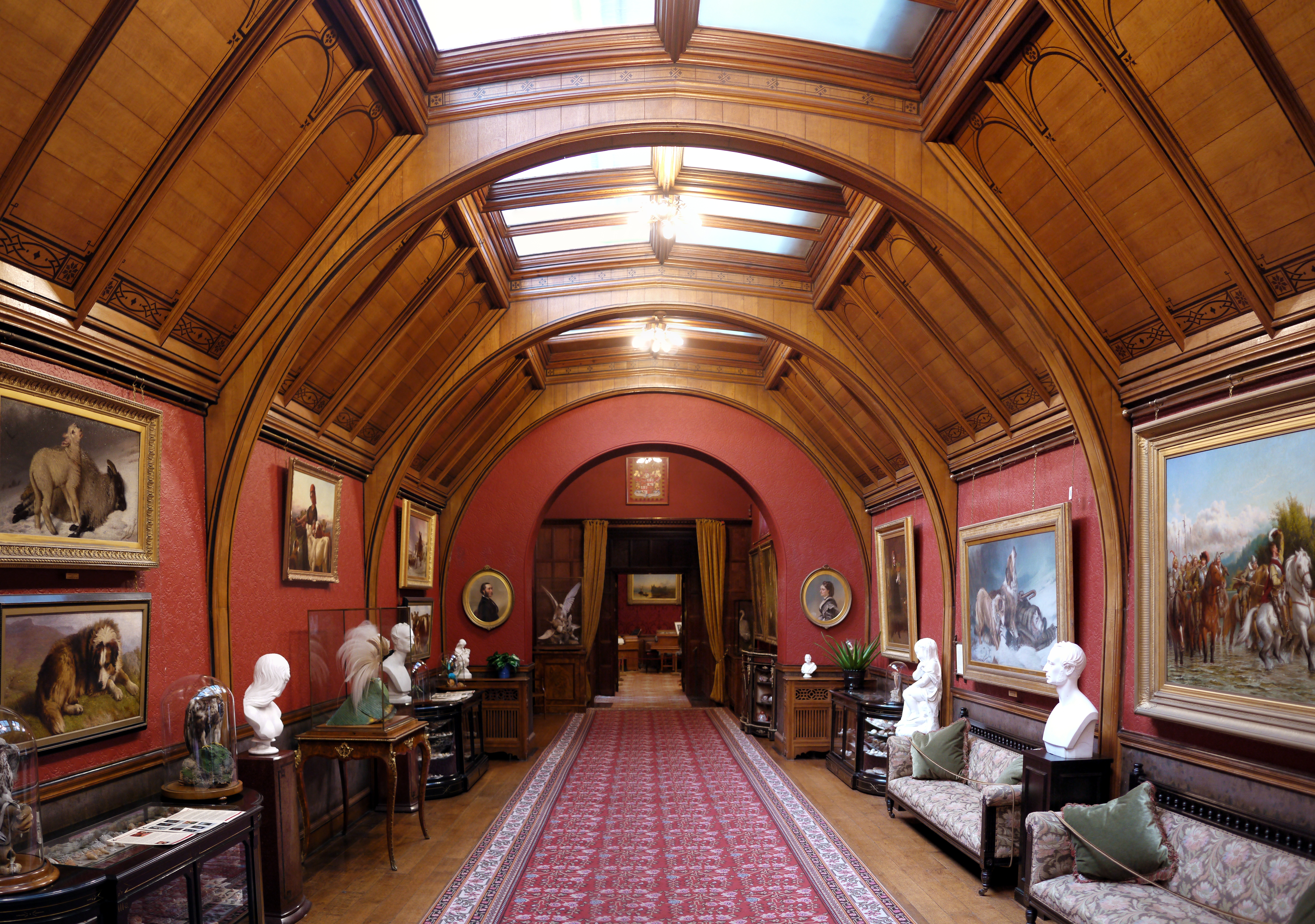
Galeria de ponta, anteriormente chamado de Museu Armstrong

Além de ser a casa de Armstrong, Cragside atuou como uma enorme vitrine para sua coleção de arte em constante expansão. A melhor das suas fotos foi pendurada na sala de estar, mas Shaw também converteu o museu em uma galeria de imagens com iluminação superior. O lugar de orgulho foi dado ao Chill October de John Everett Millais, comprado por Armstrong na venda de Samuel Mendel, em Christie, 1875. Armstrong também comprou Jephthah's Daughter na venda de Mendel. Ambos foram vendidos na década de 1910; Chill October está agora na coleção privada de Andrew Lloyd Webber, e Jephthah's Daughter foi detida pelo Museu Nacional de Cardiff.
Cragside também foi cenário importante para as atividades comerciais de Armstrong. O escritor de arquitetura, Simon Jenkins, registra: "Os dignitários japoneses, persas, siameses e alemães pagaram tributo ao homem que equipou seus exércitos e construiu suas marinhas". Em seu livro de 2005, Landmarks of Britain, Clive Aslet observa visitas com o mesmo propósito do príncipe herdeiro do Afeganistão e do xá da Pérsia. Na biografia de Armstrong, Henrietta Heald menciona dois futuros primeiros-ministros do Japão, Katō Takaaki e Saitō Makoto, entre um fluxo constante de industriais japoneses, oficiais navais, políticos e defensores dos direitos humanos que inscreveram seus nomes no livro de visitantes de Cragside. O rei Chulalongkorn, de Sião, estava hospedado em 1897 quando a atividade no Elswick Works foi interrompida por uma amarga greve pelo salário e as horas de trabalho.
Em agosto de 1884, o príncipe e a princesa de Gales, Eduardo VII e Rainha Alexandra, fizeram uma visita de três dias ao Cragside; Foi o pico da carreira social de Armstrong. A chegada real à casa foi iluminada por dez mil lâmpadas e uma vasta gama de lanternas chinesas penduradas nas árvores da propriedade; Fogos de artifício foram lançados a partir de seis balões, e uma grande fogueira foi acesa nos Montes de Simonside. No segundo dia de sua visita, o príncipe e a princesa viajaram para Newcastle, para abrir formalmente a antiga casa de Armstrong, Jesmond Dean, que ele havia doado para a cidade como um parque público. Três anos depois, no Jubileu de Ouro da Rainha Vitória, Armstrong foi enobrecido como Barão Armstrong de Cragside e tornou-se o primeiro engenheiro e o primeiro cientista a receber o título. Entre muitas outras celebrações, ele recebeu a liberdade da cidade de Newcastle. Em seu voto de agradecimento, o prefeito observou que um em cada quatro pessoas da população da cidade era empregada diretamente por Armstrong ou por empresas sobre as quais ele presidia.

### Herdeiros de Armstrong: 1900–presente
Armstrong morreu em Cragside no dia 27 de dezembro de 1900, com 90 anos, e foi enterrado ao lado de sua esposa no cemitério de Rothbury. Sua lápide carrega um epitáfio: "Suas conquistas científicas lhe levaram a ser uma celebridade mundial e sua grande filantropia à gratidão dos pobres". Cragside e a sua fortuna foram herdados por seu sobrinho, William Watson-Armstrong. Watson-Armstrong carecia da perspicácia comercial de Armstrong e uma série de investimentos financeiros pobres levaram à venda de grande parte da grande coleção de arte em 1910. Em 1972, a morte do herdeiro de Watson-Armstrong, William John Montagu Watson-Armstrong, viu a casa e a propriedade ser ameaçada pelo desenvolvimento residencial em larga escala, destinado a aumentar o dinheiro para pagar uma grande taxa de impostos da herança. Em 1971, ao National Trust aconselhar que as casas vitorianas mais importantes a serem preservadas para a nação são em casos de venda, Mark Girouard identificou Cragside como a principal prioridade. Uma grande campanha viu a casa e os terrenos serem adquiridos pelo Trust em 1977, com a ajuda de uma subvenção do Fundo Nacional Territorial.
Em 2007, Cragside reabriu depois de sofrer um programa de remodelação de 18 meses, que incluiu a recuperação da casa inteira. Ela se tornou um dos locais mais visitados do nordeste da Inglaterra, com cerca de 227.062 visitantes em 2016. A Trust continua o trabalho de restauração, permitindo que mais da casa seja exibida: a sala elétrica de Armstrong, na qual ele conduziu experimentos em cargas elétricas ao final de sua vida, foi reaberto em 2016. Os experimentos levaram à publicação em 1897 do último trabalho de Armstrong, Electrical Movement in Air and Water, ilustrado com notáveis fotografias iniciais por seu amigo John Worsnop. A Trust continua a reconstrução da propriedade mais ampla, com planos para reconstruir os estuários de Armstrong, incluindo a casa das palmeiras, as fernarias e a casa das orquídeas.

## Arquitetura e descrição

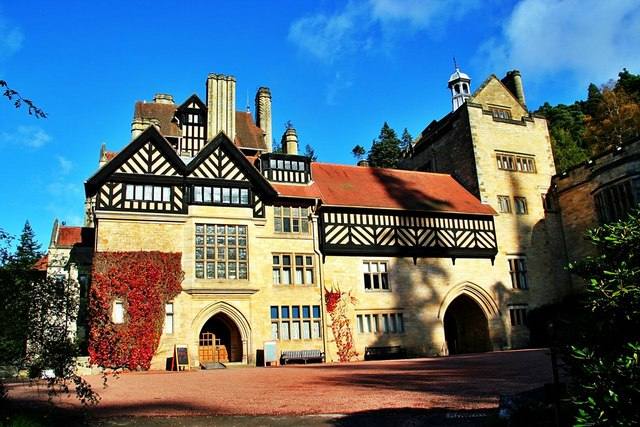
A frente de entrada – aberturas "wagnerianas" de Shaw.

Cragside é um exemplo do estilo neo-tudor;  o Pevsner Architectural Guide de Northumberland chamou de "a mansão vitoriana mais dramática do norte da Inglaterra". A frente da entrada foi descrita por Harry Stuart Goodhart-Rendel como "uma das composições mais dramáticas em toda arquitetura" e o historiador de arquitetura James Stevens Curl considerou a casa como "uma composição pitoresca extraordinária". A crítica centra-se na falta de coerência geral do edifício; No The National Trust Book of the English House, Aslet e Powers descrevem a casa como "grande e sinuosa", e os críticos arquitetônicos Dixon e Muthesius escrevem que "o plano divide o largo da encosta". São ainda mais desdenhosos: Para eles, "o plano de Cragside é um pouco melhor do que um estrago". O enxaimel acima da entrada também foi criticado como infiel à tradição vernácula do nordeste. Shaw teria sido indiferente;  Desejando isso por "efeito romântico, ele buscou isso como um artista que procura um tubo de cor".
O historiador de arquitetura J. Mordaunt Crook considera Cragside como uma das poucas casas de campo construídas pela plutocracia comercial vitoriana que era verdadeiramente "vanguardista ou tendencial". Em seu estudo, The Rise of the Nouveaux Riches, Crook sustenta que vários donos de fundos eram muito dominadores e geralmente escolhiam arquitetos de segunda categoria, já que estes tendiam a ser mais "flexíveis", permitindo que os clientes obtivessem seu próprio caminho, em vez dos de primeira categoria, como Shaw. Renânia criou um contraste notável com uma casa de campo contemporânea: a Villa Hügel construída pelo maior rival de Armstrong, Alfred Krupp. Enquanto a força de Armstrong, em Northumbrian, inspirou obras teutônicos, seu concorrente alemão projetou e construiu uma casa que era um exemplo de neoclassicismo.
A localização da casa foi descrita por Mark Girouard como "um lugar lunático". Pevsner e Richmond chamam tanto o cenário como a casa de "wagneriana". A lateral em que se encontra é estreita, e o espaço para as expansões só pode ser encontrado dinamitando parte da rocha de trás ou construindo para cima. Tais desafios levaram a Armstrong, que superar as barreiras técnicas à construção deu-lhe um grande prazer. Sua tarefa foi facilitada pelo uso da força de trabalho e da tecnologia de Elswick Works. O historiador de arquitetura, Jill Franklin, observa que a queda vertiginosa do local é tão íngreme que a sala de desenho, ao nível da aterrissagem do primeiro andar da frente da casa, encontra a rocha na parte de trás.
Jenkins descreve o plano da casa como "mais simples do que o exterior sugere". A maioria das salas de recepção estão localizadas no piso térreo, assim como as salas de atendimento. A exceção é a grande extensão adicionada por Shaw ao sudeste, em 1882. Isso inclui o salão, completado para a visita do príncipe e da princesa de Gales, em agosto de 1884.
A casa tem sido um prédio classificado Grade I desde 21 de outubro de 1953, a lista cita seu "interior vitoriano em grande parte completo". O correspondente arquitetônico do The Times, Marcus Binney, que estava intimamente envolvido na campanha para trazer Cragside ao National Trust, notou a importância histórica deste "interior virtualmente intocado", com suas coleções de mobiliário, móveis (projetado especialmente para Cragside), e artes finas e decorativas, com o trabalho de muitos designers notáveis do período, incluindo William Morris, Dante Gabriel Rossetti, Philip Webb e Edward Burne-Jones. Pevsner observa que a coleção de arte demonstrou "o que era permitido ao nobre vitoriano no caminho da erótica".

### Cozinha, salas de serviço e banho turco
A cozinha é grande por padrões vitorianos e forma um espaço considerável com a despensa do mordomo. Ele mostra a "habilidade técnica" de Armstrong ao máximo, tendo um espeto movendo com força hidráulica. Um gongo elétrico anuncia as refeições. Para a visita de Edward e Alexandra, Armstrong trouxe os atendentes reais que usaram a cozinha para preparar um cardápio que incluía ostras, sopa de tartaruga, peixe recheado, veado, pêssegos em geléia de marasquino e sorvete. Fora da cozinha, sob a biblioteca, é uma suíte de banho turca, um item incomum em uma casa privada vitoriana. O escritor Michael Hall sugere que o banho, com sua piscina de imersão, pretendia tanto demonstrar o abundante abastecimento de água de Armstrong quanto ao uso real. Como era frequente, Armstrong também encontrou aplicação prática para seus prazeres: o vapor gerado pelo banho turco apoiava o fornecimento de aquecimento para a casa.

### Biblioteca e sala de jantar

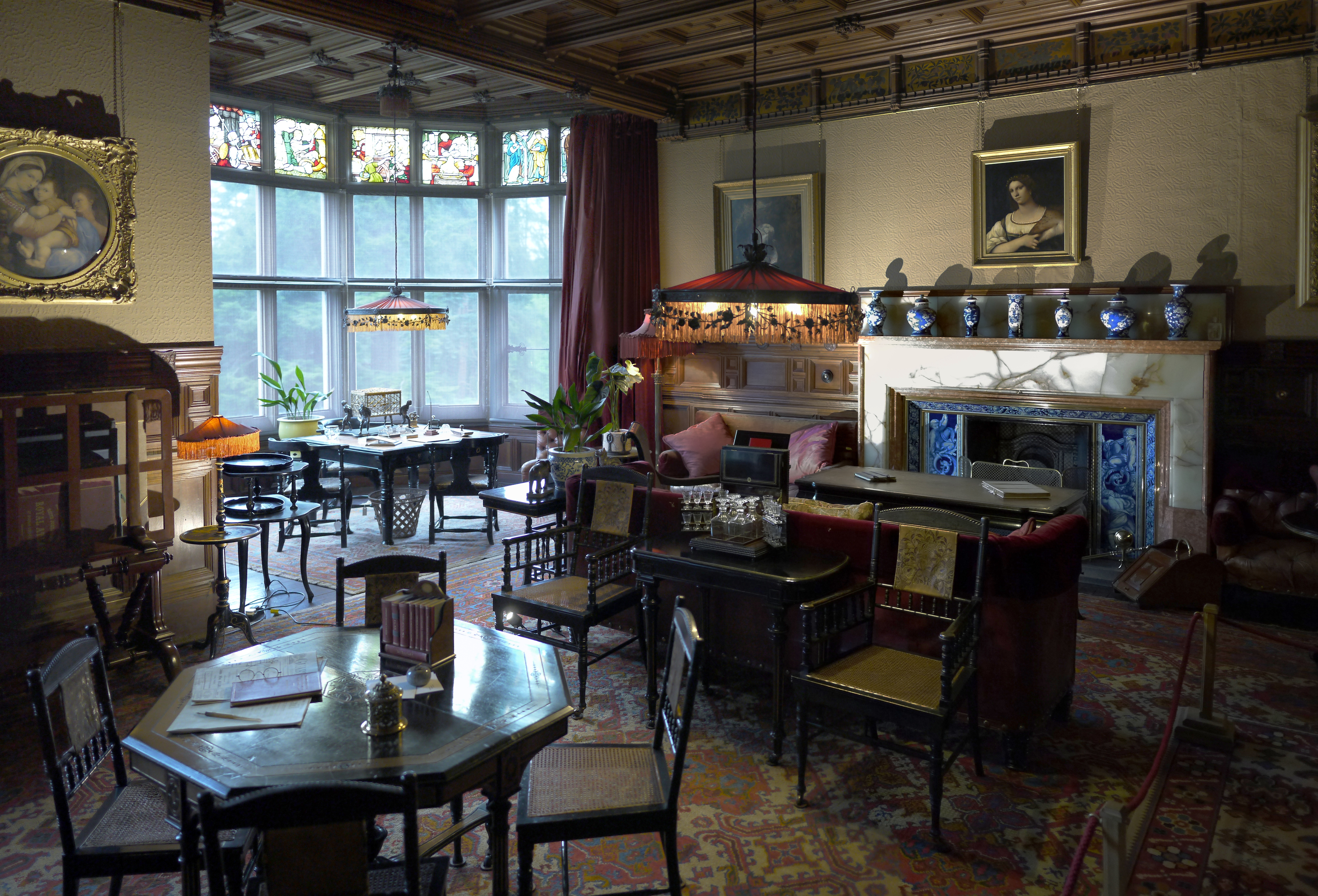
A biblioteca – "o maior interior doméstico".

Girouard descreve a biblioteca como "um dos quartos vitorianos mais simpáticos na Inglaterra". Pertence à primeira fase do trabalho de construção de Shaw e foi concluída em 1872. Tem uma grande janela que dá vistas sobre a ponte e o vale. O quarto é em carvalho e a lareira inclui fragmentos de ônix egípcio, recolhidos durante a visita de Armstrong ao país em 1872. A biblioteca originalmente continha algumas das melhores fotos de Armstrong, embora a maioria fosse remanejada para a galeria ou sala de desenho, seguindo a campanha de construção posterior de Shaw da década de 1880 e depois vendida em 1910, dez anos após a morte de Armstrong. O destaque foi o Follow My Leader de Albert Joseph Moore, que data de 1872. Andrew Saint considera a sala "o maior interior doméstico de Shaw". A sala de jantar fora da biblioteca contém uma lareira "gótica" com uma lareira.
Um retrato de Armstrong feito por Henry Hetherington Emmerson mostra-o sentado perto da lareira com seus cachorros, sob uma inscrição esculpida no manto que diz "East ou West, Hame's Best" (em português: "Oriente ou Oeste, o melhor de Hame"). O vitral nas janelas é de William Morris e outro copo da Morris & Co., com desenhos de Rossetti, Burne-Jones, Webb e Ford Madox Brown, foi instalado na biblioteca, galeria e escadas superiores.

### Suíte coruja
As salas corujas foram construídas na primeira campanha de construção e formaram uma suíte para convidados importantes. Seu nome deriva das corujas esculpidas que decoram a madeira e a cama. A sala possui painéis em nogueira-preta americana, a mesma madeira a partir da qual a cama real é esculpida. Saint observa que Shaw estava "orgulhoso do design", exibindo mais uma "cama coruja" em uma exposição em 1877. O príncipe e a princesa de Gales ocuparam os quartos durante sua permanência em Cragside em 1884. Outros quartos, nomeadamente de quartos amarelo e branco, foram pendurados um papel de parede de William Morris, incluindo versões iniciais de seus projetos de Fruit e Bird and Trellis. Os papéis de parede foram reimpressos usando os blocos de impressão originais e remanescentes nas renovações do National Trust.

### Galeria
A galeria originalmente formou a sala do museu de Armstrong e foi construída por Shaw entre 1872 e 1874. Isso levou ao observatório na Torre Gilnockie. Mais tarde, a sala formou uma rota processional para a sala de desenho recém-criada e foi transformada em uma galeria de imagens e esculturas. Sua iluminação mostrou mais evidências da ingenuidade técnica de Armstrong.  Fornecido com doze lâmpadas, a iluminação da sala poderia ser complementada por mais oito, alimentadas por corrente elétrica transferida das lâmpadas na sala de jantar quando não são utilizadas. A iluminação, e seus meios de fornecê-la, importaram a Armstrong, em níveis técnicos e estéticos; Ele escreveu: "nas passagens e escadas as lâmpadas são usadas sem tons e apresentam uma aparência mais bela".

### Sala de estar

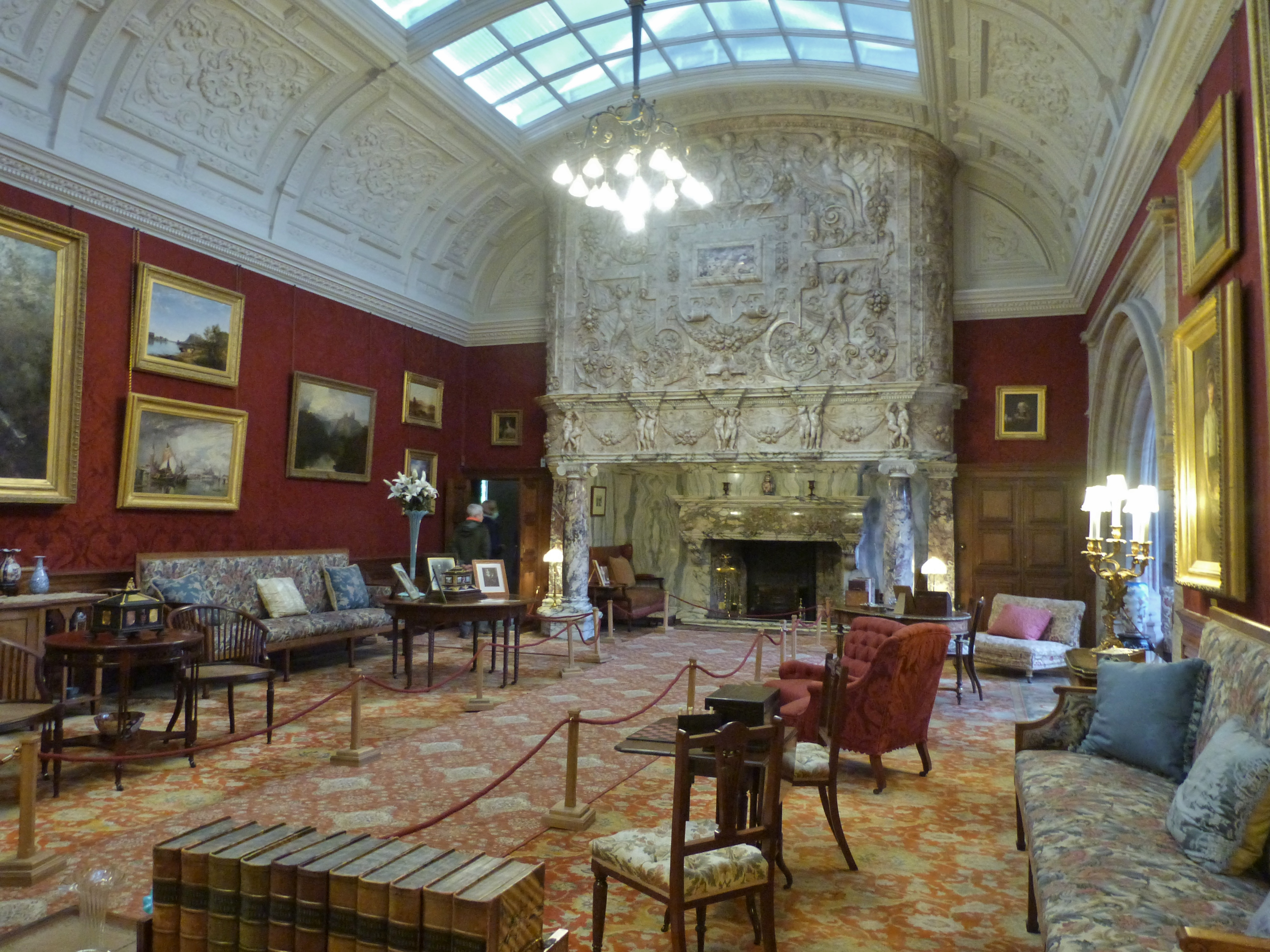
A sala de desenho e a lareira – "sensacional", "espetacular" ou "doentia", de acordo com os gosto.

A sala de desenho foi construída na fase de construção dos anos 1880, quando Armstrong havia vendido sua casa de Jesmond e residia exclusivamente em Cragside. Aslet diz que a inspiração para o projeto foi o grande salão do Haddon Hall, Derbyshire, mas Saint considere que a fonte mais provável foi o Dawpool Hall, em Cheshire. Pevsner e Richmond mencionam Hardwick Hall e o Hatfield House como possíveis modelos para o design global "espetacular". A sala contém um lintel de mármore, famosa por pesar dez toneladas e projetada pelo assistente de Shaw, WR Lethaby. Muthesius descreve a lareira como um "exemplo esplêndido... com decoração de relevo finamente composta". Jenkins considera "certamente a maior lareira do mundo" e descreve o impacto geral da sala como "sensacional". Outros foram menos complementares; O escritor Reginald Turnor, que não tem nenhuma admiração por Shaw ou pela arquitetura vitoriana e seus arquitetos em geral, escreveu que era um "detalhe extravagante e bastante enrugado" da sala. No momento da sua construção, Shaw, que cada vez mais trabalhava para clientes de grande riqueza, passou de seu estilo "antigo inglês", e a sala foi projetada e decorada com um gosto grandioso e mais opulento do neorrenascimento.

### Sala de bilhar
A extensão da sala de bilhar de 1895 é de Frederick Waller. Substituiu um laboratório, no qual Armstrong realizou experimentos em correntes elétricas. A mesa de bilhar e o mobiliário foram fornecidos por Burroughes e Watts. A sala de bilhar e a sala de armas adjacentes formaram uma sala de fumar, cuja ausência anterior é evidenciada em uma aquarela pintada para comemorar a visita do príncipe e da princesa de Gales. O príncipe e Armstrong são exibidos fumando charutos no terraço, já que a convenção vitoriana não permitia fumar nas principais salas de recepção.

## Tecnologia

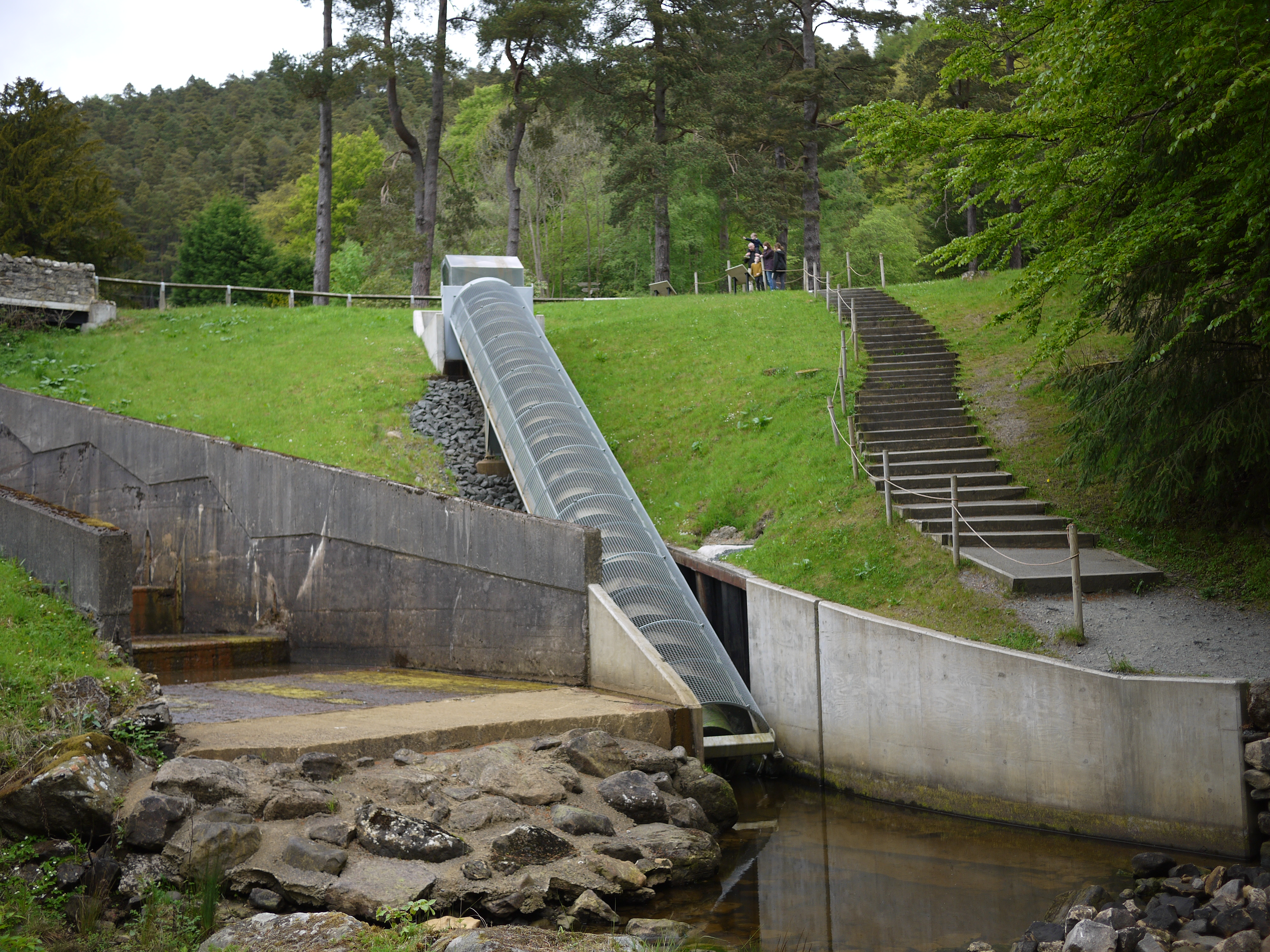
Turbina de parafuso, instalada em 2014.

Após sua primeira visita em 1869, Shaw descreveu a casa em uma carta a sua esposa, observando as "maravilhosas máquinas hidráulicas que fazem todo tipo de coisas que você pode imaginar". Ao construir barragens, Armstrong criou cinco novos lagos na propriedade, Debdon, Tumbleton, Blackburn e os lagos superiores e inferiores no Nelly's Moss. Em 1868, um motor hidráulico foi instalado. Inspirado por um moinho de água no River Dee, em Dentdale, Armstrong instalou um dínamo da Siemens no qual era a primeira estação de energia hidrelétrica do mundo. Os geradores, que também forneceram energia para os edifícios agrícolas na propriedade, foram constantemente estendidos e melhorados para atender às crescentes demandas elétricas da casa. O projeto de regeneração de 2006 incluiu o re-câmbio extensivo. Uma nova turbina de parafuso foi instalada em 2014; Ele pode fornecer 12 kW, fornecendo cerca de 10% do consumo de eletricidade da propriedade.  O novo sistema usa um parafuso de Arquimedes de 17 metros (56 pés).
A eletricidade gerada foi usada para alimentar uma lâmpada de arco instalada na galeria de imagens em 1878. Esta foi substituída em 1880 por lâmpadas incandescentes de Joseph Wilson Swan, no que Swan considerou "a primeira instalação adequada" de iluminação elétrica. Armstrong conhecia bem Swan e presidiu a apresentação das novas lâmpadas à Sociedade Literária e Filosófica de Newcastle upon Tyne. A Historic England descreve Cragside como a "primeira (casa) no mundo a ser acesa pela eletricidade derivada da energia da água". O uso da eletricidade para administrar os aparelhos domésticos e os sistemas internos fez de Cragside um pioneiro na automação residencial; Uma das primeiras residências privadas para ter uma máquina de lavar louça, um aspirador e uma máquina de lavar roupa, os conservadores Sarah Schmitz e Caroline Rawson sugerem que Cragside era "o lugar onde a vida moderna começou". A cozinha também foi alimentada por sistemas hidráulicos. O conservatório continha um sistema de lavagem automática para as plantas, que giravam em suportes giratórios alimentados a água. Foi introduzida a telefonia, tanto entre os quartos da casa como entre a casa e outros edifícios da propriedade. Uma placa no castelo de Bamburgo, outra residência de Armstrong na costa de Northumbrian, registra que o desenvolvimento destas novas tecnologias automatizadas "emancipou... grande parte do mundo do trabalho doméstico".

## Terrenos e imóveis

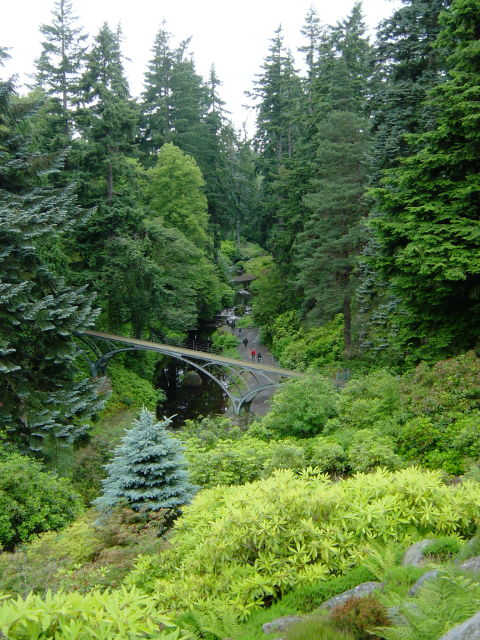
Ponte de Armstrong.

Cragside recebeu o nome Cragend Hill acima da casa e está cercado por um extenso jardim com rochas, com uma coleção de rododendros, um dos quais é chamado de Lady Armstrong, que fez um contributo considerável para o projeto e construção dos jardins, e grandes plantações de árvores, principalmente coníferas. Entre estes está o pinheiro-da-escócia, o mais alto da Grã-Bretanha, a uma altura de 131 pés (40 metros). Mais de cem anos após a plantação, Jill Franklin escreveu: "as grandes e sombrias árvores formam uma barreira protetora para a casa de (Armstrong)". Armstrong continuou a comprar terreno após a compra do local original e, na década de 1880, os jardins e os terrenos compreendiam cerca de 1.700 acres, com a propriedade mais ampla, incluíram-se as explorações agrícolas de Armstrong, que se estendem a 15.000 hectares de acordo com a biografia feita por Henrietta Heald em 2012, e mais de 16.000 acres de acordo com o historiador David Cannadine. David Dougan registra a alegação tradicional de que Armstrong plantou mais de sete milhões de árvores nos jardins e nos parques. A propriedade é um santuário para algumas das últimas colônias de esquilo-vermelho na Inglaterra.
O vale do noroeste da casa é atravessado por uma ponte de ferro, atravessando o Debdon Burn, construído para o design de Armstrong na década de 1870. É uma estrutura classificada como Grau II, foi restaurada pela Trust e reaberta ao público em 2008–2009. Os próprios jardins estão listados em Grau I, e algumas das estruturas arquitetônicas e tecnológicas têm suas próprias listas históricas. A torre do relógio, que regulamentou a vida na propriedade, data do tempo da construção do alojamento de tiro, e poderia ter sido projetada pelo mesmo arquiteto; Não foi por Shaw. É possível que o próprio Armstrong projetou o relógio. Como a ponte, a torre do relógio tem uma classificação Grade II. Os jardins formais, onde as grandes estufas de Armstrong estavam de pé e que foram separadas há muito tempo da propriedade principal, agora foram adquiridas pela Trust.

## Aparições midiáticas
Cragside apareceu no curso de artes da Open University, na série documental Abroad Again in Britain de Jonathan Meades, em Britain's Hidden Heritage e Glorious Gardens from above da BBC One, e na série Inside the National Trust da ITV. O filme de 2017, The Current War, foi filmado parcialmente na propriedade.